# Mykolas-Romeris-Universität

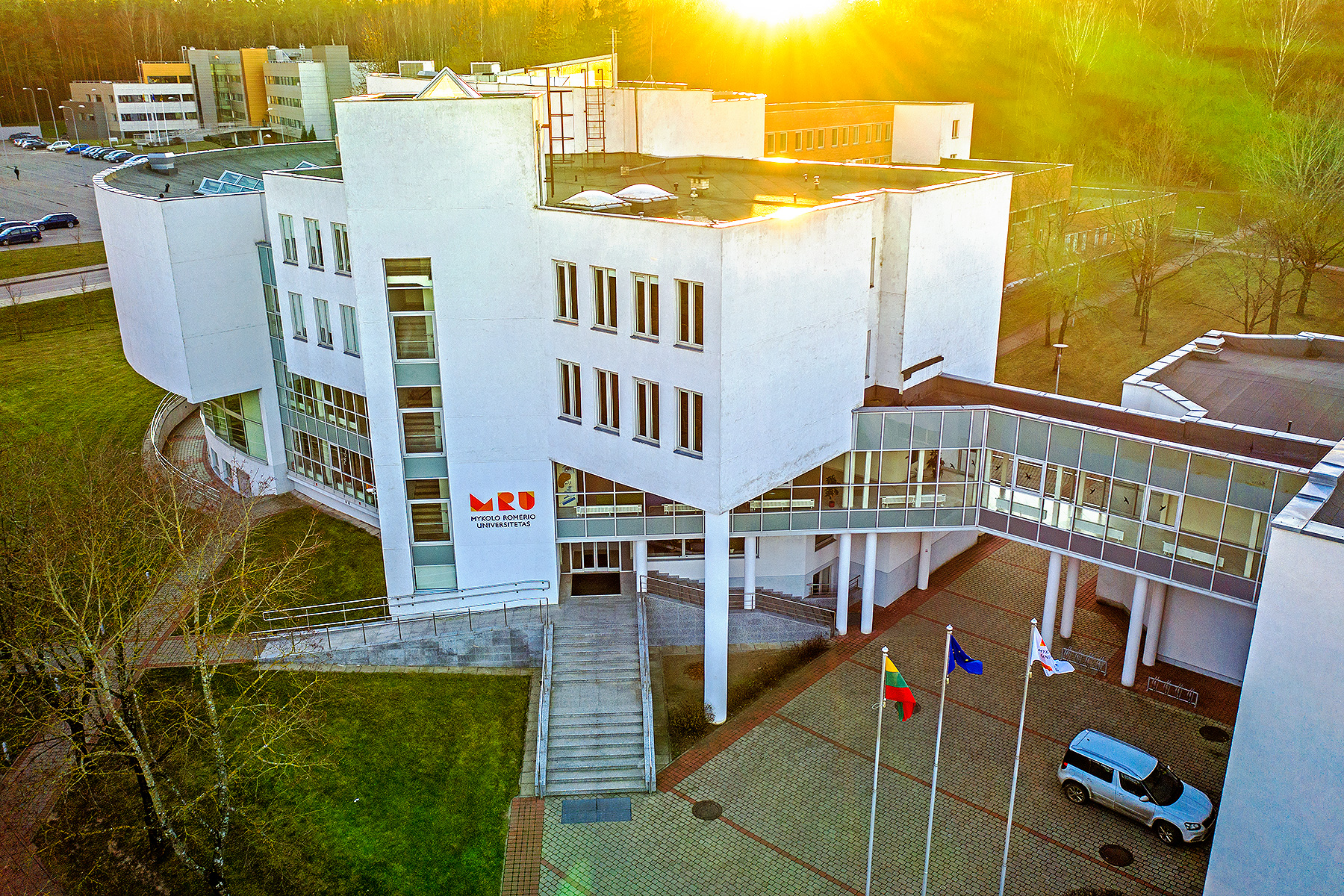
MRU Zentrale

Die Mykolas-Romeris-Universität (MRU; litauisch Mykolo Romerio universitetas) ist eine staatliche Universität mit Sitz in der litauischen Hauptstadt Vilnius. Sie zählt zu den größten Universitäten des Landes.
Etwa 10.000 Studierende aus 38 Ländern sind an der MRU immatrikuliert. Die Fakultäten befinden sich in Vilnius und Kaunas. Es werden Bachelor-, Master- und Doktorats-Studienprogramme im Bereich der Sozialwissenschaften auf Englisch angeboten.
Die MRU ist in verschiedenen internationalen Universitätsorganizationen wie der European Universities Association (EUA) und der International Association of Universities (IAU) tätig. Es gibt internationale Partnerschaften mit über 350 Universitäten, öffentlichen und privaten Instituten. Das MRU Asian Centre, das Francophone Studies Centre und das King Sejong Institut organisieren Veranstaltungen, Konferenzen und Vorträge. Internationale Beziehungen werden durch Besuche und Vorträge von Forschern, Botschaftsbeamten und bekannten Universitätsvertretern gefördert.

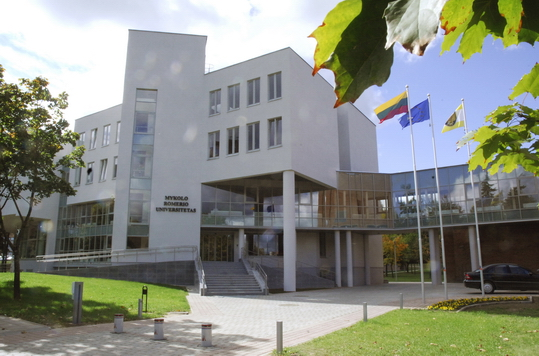
Hauptgebäude der Mykolas-Romeris-Universität

Im Jahr 2015 wurden fast 900 Forschungsarbeiten veröffentlicht und mehr als 50 wissenschaftliche Veranstaltungen organisiert.
Im Jahr 2015 wurde das Social Innovations Laboratory Centre – MRU LAB mit 19 Laboratorien am Campus eröffnet. Dort befindet sich auch das Research and Innovations Aide Centre. 

## Geschichte
Ursprünglich war die MRU eine Fakultät der Milizschule von Minsk, Belarus. Die Abteilung der belarussischen Schule wurde mehrmals reorganisiert. Die Hochschule trug wechselnde Namen:
- Polizeiakademie von Litauen, Lietuvos policijos akademija (1990–1997)
- Rechtsakademie von Litauen, Lietuvos teisės akademija (1997–2000)
- Rechtsuniversität von Litauen, Lietuvos teisės universitetas (2000–2004).

2004 erhielt die Hochschule ihre heutige Bezeichnung. Benannt wurde sie nach Mykolas Römeris, einem bekannten litauischen Rechtswissenschaftler, Richter und Rechtsanwalt.

## Struktur
Die Universität wurde durch das Parlament Litauens (Seimas) gegründet. Das Leitungsgremium besteht aus Universitätsrat, Universitätssenat und Universitätsrektor. Es gibt vier Fakultäten und vier Institute. Es werden 70 Programme auf Bachelor-, Master- und Doktoratniveau angeboten. Die Studien werden in Übereinstimmung mit den wichtigsten Grundsätzen des Bologna-Prozesses durchgeführt. Schwerpunkte sind Kommunikation, Wirtschaft, Finanzen, Geschichte, Management, Informatik, Recht, Sprachwissenschaft, Philosophie, Politikwissenschaften, Psychologie, Öffentliche Verwaltung, Öffentliche Sicherheit, Soziale Arbeit und Soziologie.

## Fakultäten
- Wirtschafts- und Finanzmanagementfakultät
- Juristische Fakultät
- Fakultät für Politik und Management
- Fakultät für öffentlichen Sicherheit

## Institute
- Institut für Kommunikation
- Institut für Bildungswissenschaften und soziale Arbeit
- Institut für Geisteswissenschaften
- Institut für Psychologie

## Studium
Für internationale Studierende werden Bachelor, Master und PHD Studien auf Englisch angeboten.
- MRU ist die erste Universität in Litauen, welche die Möglichkeit von internationalen Studienprogrammen, welche zu doppelt oder dreifach Diplomen führen, anbietet. Es gibt Kooperationen mit Universitäten aus Großbritannien, Frankreich, Österreich, Finnland und Südkorea.

- Zirka 500 Studierende nehmen an internationalen Austauschprogrammen (Erasmus, Nordplus oder anderen internationalen Programmen) teil.
- Internationale Studierende, welche die Programme von MRU besuchen, kommen aus über 25 Ländern (z. B. USA, Jamaika, Deutschland, Ukraine, Türkei, Aserbaidschan, Indien).
- Das Studienangebot wird kontinuierlich erneuert, um den Bedarf in der Gesellschaft zu decken und jungen Menschen die notwendigen Fähigkeiten und Kenntnisse für eine erfolgreiche Karriere zu bieten.
- Ein litauisches Diplom ist in allen Ländern anerkannt, welche die Lissabon-Konvention unterzeichnet haben.
- In 2010 wurde das Diploma Supplement Label der Europäischen Kommission, des Europarates und der UNESCO/CEPER an MRU verliehen.
- Im Jahr 2012 wurde MRU mit dem ECTS-Label ausgezeichnet. Dieses Label garantiert die Transparenz und Zuverlässigkeit in der europäischen und internationalen Zusammenarbeit (nur 64 Institutionen in Europa und nur 2 in Litauen). Es ist eines der wichtigsten Merkmale für eine hohe Studienqualität.

## Studien auf Englisch

### Bachelorstudien
- International and Intercultural Communication
- Economics of Innovation
- Leisure and Entertainment Education
- Financial Industry
- Informatics and Digital Contents (Joint-Study-Programm mit Dongseo University, Südkorea)
- Tourism Management and  Heritage
- Social Pedagogy and Law
- English for Specific Purposes and the Second Foreign Language
- Public Policy and Management
- Psychology
- Public Administration
- Social Work and Law

### Masterstudien
- International Trade

- MBA (Business Administration)
- Social Technology Management (Joint-Study-Programm mit Fernando Pessoa University, Portugal)
- Electronic Business Management
- Communication and Creative Technologies/Communication and Creative Industries
- Financial Markets
- Financial Management
- Applied Informatics and Business
- Informatics and Visual Contents (Joint-Study-Programm mit Dongseo University, Südkorea)
- International Law
- European and International Business Law (Joint-Study-Programm mit University of Savoie, Frankreich)
- European Union Law and Governance (Doppelabschluss Studium mit Bordeaux University, Frankreich)
- Legal Regulation of Public Administration and Human Rights (Joint-Study-Programm mit Taras Shevchenko National University of Kyiv, Ukraine)
- Intellectual Property Law (Joint-Study-Programm mit Taras Shevchenko National University of Kyiv, Ukraine)
- Private Law (Joint-Study-Programm mit Taras Shevchenko National University of Kyiv, Ukraine)
- Healthcare Law and Policy (Joint-Study-Programm mit Taras Shevchenko National University of Kyiv, Ukraine)
- International Politics and Economics
- Work and Organizational Psychology (Joint-Study-Programm mit Tallinn University of Technology, Estland)
- Public Administration
- Strategic Border Management
- Social Work with Youth and Children (Joint-Study-Programm mit Riga Stradins University, Lettland)
- Business Sociology and Market Research
- Comparative Social Policy and Welfare (Joint Degree mit University of Tampere, Finnland und Johannes Kepler University Linz, Österreich)

### Doktoratsstudien
- Law
  - Law, Science and Technology - LAST-JD - durchgeführte     Programme in Kooperation mit University of Bologna (Italien) , University     of Turin (Italien), Autonomous University of Barcelona (Spanien),     University of Luxembourg (Luxemburg) und Tilburg University (Niederlande)
- Management
- Economics
- Psychology
- Education

## Forschung
Mykolas-Romeris-Universität engagiert sich in Grundlagenforschung und angewandter Forschung. Des Weiteren nimmt sie an regionalen, nationalen und internationalen Forschungsprojekten teil. Die Forschung, welche in den Fakultäten, Abteilungen, Labors, Instituten und Zentren der Universität durchgeführt wird, schafft eine Verbindung zwischen Forschung und Studium. Traditionell beschäftigt sich die Universität mit der Forschung im Bereich der Sozialwissenschaften, jedoch wird seit kurzem auch in den Bereichen Biomedizin, Technik und Geisteswissenschaften geforscht.

## Internationalisierung
Die internationalen Kooperationen sollen die Internationalisierung in Studium und Forschung verstärken. In Zusammenarbeit mit anderen Instituten wurden die Joint Study-Programme geschaffen. Studierende, akademisches und administratives Personal nehmen an internationalen Austauschprogrammen, Konferenzen und anderen Veranstaltungen teil. Die Mykolas-Romeris-Universität hat internationale Beziehungen in der ganzen Welt. Es gibt Verbindungen mit mehr als 400 akademischen und staatlichen Institutionen. Seit 2006 bietet die Universität Joint Master Degree-Programme und ermutigt so die Studierenden doppelt oder dreifach Diplome zu erlangen. Eines der Ziele der Internationalisierung ist es eine Vielzahl an Studienprogrammen zu schaffen. Litauische und internationale Studierende teilen ihre Erfahrungen und Ideen bei gemeinsamen Projekten miteinander. Dadurch lernen sie andere Weltanschauungen kennen und bauen ein kulturelles Bewusstsein auf.
Derzeit studieren an der MRU über 700 internationale Studenten, die meisten von ihnen kommen aus der Ukraine, der Türkei, Frankreich, Deutschland, Italien und Spanien. Jedes Semester steigt die Zahl der internationalen Studierenden, die einen Abschluss anstreben, und der Austauschstudenten (im Rahmen von Erasmus+ und bilateralen Abkommen).

## Campus
Der zentrale Campus von MRU befindet sich im nördlichen Teil von Vilnius (Baltupiai) und ist von einem Park umgeben.
- Der Campus ist mit öffentlichen Verkehrsmitteln von jedem Ort in Vilnius aus leicht zu erreichen. Vom Stadtzentrum benötigt man zirka 25 Minuten.
- Internationale Studierende können ein Dreibett- oder Doppelzimmer im Studentenheim der Universität bekommen. Das Studentenheim befindet sich 5 Gehminuten vom Campus entfernt.
- Am Campus gibt es eine Kantine, in der man Mittagessen bekommt.
- Die Universitätsbibliothek ist den ganzen Tag offen.
- Weitere kostenlose Zusatzleistungen sind ein Parkplatz, Sporthallen, Fitnessstudio, Outdoor-Sportgeräte, kabelloses Internet, kulturelle & pädagogische Aktivitäten, Sprachkurse etc.

## Sport
Die Mykolas-Romeris-Universität bietet Trainingsmöglichkeiten. Durch organisierte Aktivitäten und individuelle Gesundheitsförderung wird ein aktiver Lebensstil gefördert. Es wurden neue Turnhallen für Gymnastik, Spiele und Tischtennis errichtet.
- MRU war Partner der EuroBasket 2011 und 8 der Top-Teams waren von MRU
- MRU fördert schon seit langem den olympischen Sportsgeist und als Anerkennung wurde am 1. Dezember 2010 dem Rektor der Mykolas-Universität Romeris, Alvydas Pumputis, die LNOCs Ehrenmedaille von litauischen National Olympic Committee (LNOC) verliehen. Artūras Poviliūnas, Präsident des LNOC, sagte, dass MRU die besten Studienbedingungen für die Vereinbarung zwischen Sport und Studium bietet

### Olympische Medaillengewinner
- Olympische Sommerspiele 2016 in Rio de Janeiro: MRU Studenten Mindaugas Griškonis und Saulius Ritter gewannen eine Silbermedaille bei Rudern – Doppelzweier (Männer).
- Olympische Sommerspiele 2012 in London: MRU Absolventin Laura Asadauskaitė-Zadneprovskienė gewann eine Goldmedaille im Modernen Fünfkampf und MRU Student Jevgenij Šuklin gewann Silber in Canadier-Einer Männer 200 m.
- Olympische Sommerspiele 2008 in Peking: MRU Studenten Edvinas Krungolcas und Andrejus Zadneprovskis gewannen Silber und Bronze im Modernen Fünfkampf.
- Olympische Sommerspiele 2004 in Athen: MRU Student Andrejus Zadneprovskis gewann Silber im Modernen Fünfkampf.

## Andere Athleten
- MRU Student Giedrius Titenis, ein zweifacher Olympier Schwimmer, gewann eine Bronzemedaille in World Aquatics Championship 2009.
- MRU Student Andrej Olijnik nahm in den Olympischen Spielen 2016 teil und gewann eine Silbermedaille in ICF Canoe Sprint World Championships 2011.